# Avenue Galois
L’avenue Galois est une voie de communication de Bourg-la-Reine dans les Hauts-de-Seine.

## Situation et accès
Elle emprunte un thalweg d'orientation ouest-est, qui se dirige vers la Bièvre. Sur son tracé, elle rencontre notamment l'avenue de la République et la rue Carrière-Marlé, passe le carrefour du boulevard Carnot puis se termine à l'extrémité ouest de l'avenue Larroumès à L'Haÿ-les-Roses. Elle mesure 1260 mètres

## Origine du nom

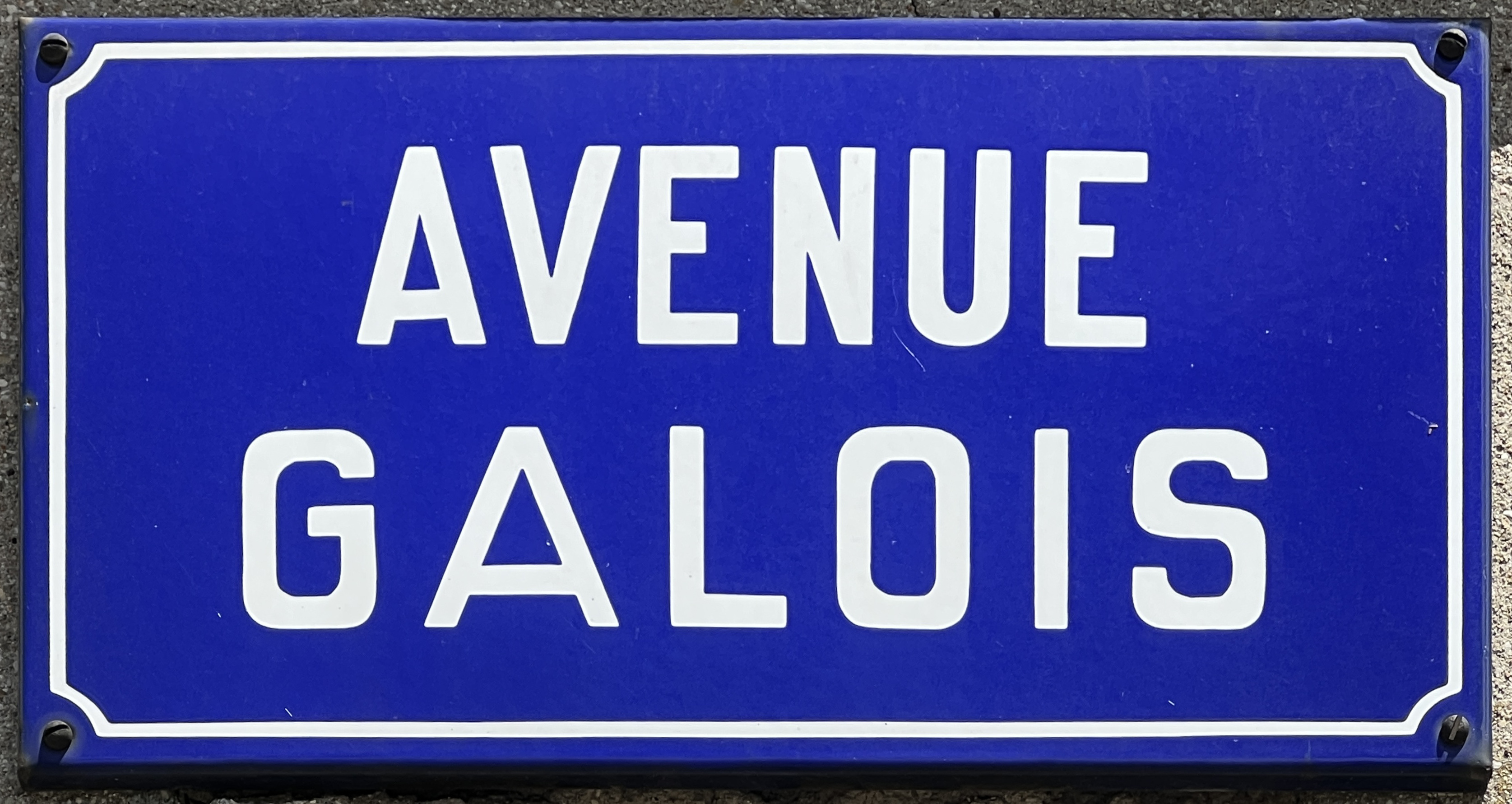
Plaque de rue.

Le 17 août 1897, la route de l’Haÿ de Bourg-la-Reine devient l’avenue Galois, en hommage à Gabriel Galois, maire de Bourg-la-Reine de 1814 à 1829, et père du mathématicien Évariste Galois, dont la mémoire est aussi évoquée par le square Évariste-Galois, impasse donnant sur l'avenue. En 1711, elle s'appelle  voie de Versailles à Choisy; chemin vicinal n°20 du Plessis-Picquet à Bonneuil sur Marne; en 1778: Pavé de Chevilly.

## Historique

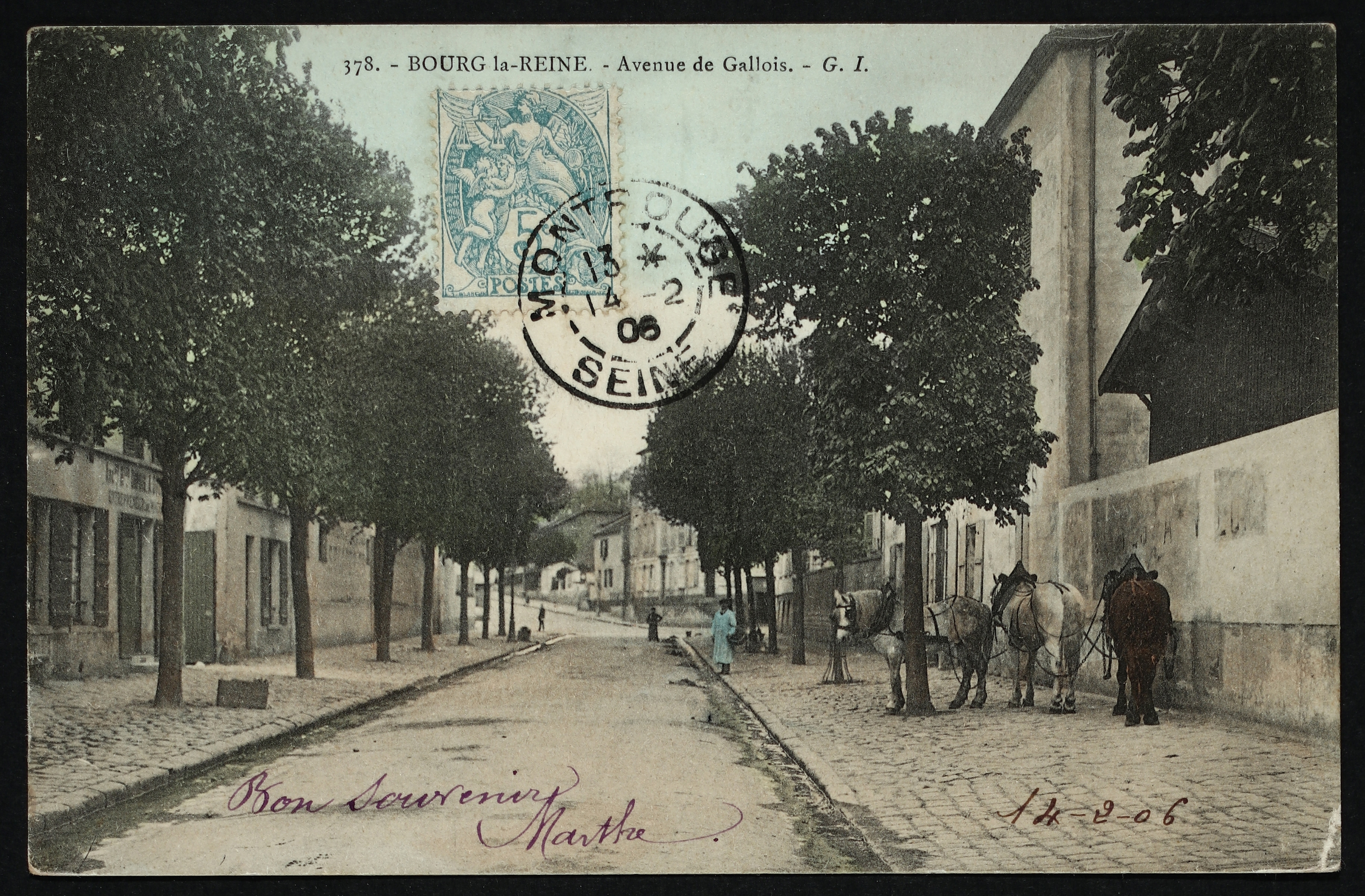
Avenue Galois. Carte postale des années 1900.

La route de l’Haÿ faisait partie de l'ancienne voie de Versailles à Choisy. On peut encore voir sur cet axe historique qui suit les limites des grandes propriétés, quelques anciens groupements bâtis.

## Bâtiments remarquables et lieux de mémoire
- no 2 : emplacement au XVe siècle d'un poste d'archers du roi, et plus tard de la maison Delaunay, servant de point de départ au bornage effectué en 1778[Note 1],[4],[5].
- no 2 bis : siège social en 1947 de la société Nomblot-Bruneau
- no 3 : L'Auberge du Cheval Blanc, bâtiment ancien ou logeait autrefois les habitués du marché aux bestiaux de Sceaux[5].
- no 7 : Ici se trouvait une entreprise de marchand de bois et charbons la Maison Marie jusque dans les années 1960[5].
- no 8 : Ancien relais de poste en élévation sur deux étages avec grenier, et commerces au rez-de-chaussée avant sa démolition dans les années 2000. Possédait des écuries dans le fond de la cour. Aujourd'hui construction moderne. Ici demeurait les frères Buscaglia : Marius Félix, et Louis, déménageurs, remplacés par l'imprimerie Minier. Ici est née Christiane Lanteri couturière chez Lucien Lelong de 1941 à 1946. Propriété de la famille Gautier[5].
- no 9 : domicile de monsieur Brisset, directeur chez Ripolin en 1930[5]
- no 10 : domicile de 1933 à 1937 d'André Meynier (1901-1983), géographe fondateur de la revue Norois[5]
- no 12 : domicile du musicien René Bürg (1892-1971), dans les années 1920, chez ses parents professeurs au lycée Lakanal[5].
- no 18 : Auxilia,  centre d'hébergement et de réadaptation sociale[5]
- no 20 : domicile depuis 1930 de René Rœckel, résistant, réginaburgien arrêté le 6 décembre 1943 et fusillé le 24 mars 1944, auquel la municipalité a donné son nom à une rue de la commune[5].
- no 27 : Adolphe Charles Édouard Calvet (1868 – 1936) enseigne de vaisseau, frère d'Emma Calvé [5]., époux de Marguerite Antoinette Puech, parents d'Elie Emmanuel Eugène Calvet (1904–1929), premier prix de comédie au Conservatoire[6].
- no 28 bis : domicile de René Durand (1864-1962), professeur de philologie latine, professeur honoraire à la faculté de lettres de l'université de Paris[5].
- no 30 : domicile de l'éditeur Albin Michel (1873-1943) de 1927 à 1943[5].
- no 34 : domicile du professeur Jacques Bénard (1912-1987)[5].
- no 41 : plaque de signalisation routière posée en 1883[5].